# ثقافة هونغ كونغ
يمكن وصف ثقافة هونغ كونغ أو الثقافة الهونكونغية بأنها الأساس الذي بدأ مع ثقافة لينغنان الكانتونية المميزة وبدرجة أقل بكثير عن الفروع الغير الكانتونية لثقافات الهان الصينية.
لاحقا أصبحت متأترة بالثقافة البريطانية الراجع للإمبراطورية البريطانية إبان الاستعمار البريطاني، مما أدى إلى وجود ثقافة مزدوجة تجمع ما بين الكانتونية والبريطانية. علاوة على ذلك، تعج هونغ كونغ بالسكان الأصليين، الذين تم استيعاب ثقافاتهم في ثقافة هونغ كونغ الحديثة. ونتيجة لذلك، وبعد نقل سيادة هونغ كونغ عام 1997 إلى جمهورية الصين الشعبية، واصلت هونغ كونغ تطوير هويتها الخاصة بها.

## اللغات وأنظمة الكتابة
تعد اللغة الكانتونية اللغة المحكية في هونغ كونغ. على الرغم من أنها ليست واحدة من لغات هونغ كونغ الأصلية، إلا أنها تعد اللغة الأكثر انتشارًا في هونغ كونغ في الوقت الحاضر حييث تعد الكانتونية اللغة الأساسية المستخدمة في المنتجات الثقافية في هونغ كونغ (مثل أغاني البوب، الأفلام، وغير ذلك). ويتمتع أسلوب اللغة الكانتونية في هونغ كونغ على العديد من الكلمات المستعارة من الإنجليزية اليابانية، حيث تعد هذه الأخيرة واحدة من أكبر الشركاء التجاريين لهونغ كونغ بالإضافة إلى شعبية ثقافة البوب اليابانية في المدينة في العقود القليلة الماضية. ومع ذلك، لا يوجد فارق كبير بين الكانتونية المستعملة في هونغ كونغ والكانتونية التي يتحدث بها الكانتونيون من الصين أو الصينيين المغتربين من أصول كانتونية.
إحدى السمات المميزة للكانتونية في هونغ كونغ هو أنه بسبب تأثير الثقافة البريطانية، يلاحظ أن شعب هونغ كونغ قد اعتادوا على استخدام كلمات كانتونية مغلفة بالإنجليزية، مما أدى إلى ظهور نمط جديد للكلام اسمه «كونغيش».

## الهوية الثقافية
نتج عن 156 عامًا من الحكم كمستعمرة بريطانية منفصلة، بالإضافة إلى الانفصال السياسي عن بقية لينجنان، هوية محلية فريدة. شكلت عناصر الثقافة الكانتونية التقليدية جنبًا إلى جنب مع التأثيرات البريطانية شكل هونغ كونغ في كل جانب من جوانب المدينة، بدءًا من القانون، والسياسة، والتعليم، واللغات، والمأكولات، وطريقة التفكير. ولهذا السبب، يفخر العديد من سكان هونغ كونغ بثقافتهم (مثل اللغة الكانتونية، التي لها تاريخ يمتد 1000 عام وتراث غني من الأغاني والقصائد التقليدية)) و يشيرون إلى أنفسهم عمومًا باسم «الهونكونغيون»، لتمييز أنفسهم عن صينيين الهان من الصين القارية (الذين تطورت ثقافتهم بشكل مستقل). ازداد إحساس سكان هونغ كونغ بإنكار هويتهم الفريدة وجنسيتهم بمرور الوقت. ويرجع ذلك إلى تصاعد ظاهرة الصراع بين الهونكونغيون وسكان البر الرئيسى.
وصف الأكاديمي كام لوي الماضي الاستعماري لهونغ كونغ بأنه خلق «مساحة ترجمة حيث كانت تُترجم الصينية للغربيين، وتُرجمت الغربية للصينية».

## المجتمع
في هونغ كونغ، تحمل القيم التقليدية النابعة من الكونفوشية مثل «التضامن الأسري» و «المجاملة» و «حفظ ماء الوجه» وزنًا كبيرًا في أذهان الناس. استُمدت الثقافة السائدة في هونغ كونغ من الثقافة الكانتونية من مقاطعة غوانغدونغ المجاورة («غووندونغ» باللغة الكانتونية)، واستلهموا من هناك ثقافتهم التي تختلف اختلافًا كبيرًا عن ثقافة الصينيين الهان الآخرين. وهناك أيضًا جماعات صغيرة من هاكا، وهوكين، وتيوشو، وشعب شانغهاى في هونغ كونغ.
من أوائل القوانين لتحديد علاقات الناس هو إقرار القوانين الزوجية في هونغ كونغ عام 1972. ويرجع القانون إلى بداية فترة الإستسرار وزواج المثليين مع الإعلان الصارم للعلاقات المغايرة الجنسية مع شريك واحد فقط. تشمل التغييرات الاقتصادية الأخرى العائلات التي تحتاج إلى مساعدة بسبب عمل الوالدين. على وجه الخصوص، أصبح المساعدون المنزليون الأجانب جزءًا لا يتجزأ من الأسرة منذ ثمانينيات القرن العشرين.

## الفنون البصرية

### الفنون الجميلة
تدعم هونغ كونغ مجموعة متنوعة من الأنشطة الفنية. يقدم مركز هونغ كونغ للفنون في وان تشاي مجموعة متنوعة من أماكن الأداء وصالات العرض، وهو يدعم المنظمات الفنية الأخرى، بينما مركز أوي للفنون، يقع داخل نادي اليخوت التاريخي الملكي في هونغ كونغ، يهدف إلى تشجيع الفنون البصرية في هونغ كونغ من خلال توفير منصة للمعارض الفنية والمنتديات وغيرها من الأنشطة ذات الصلة الفنية. على المستوى الدولي، استضافت هونغ كونغ الرائدة في معرض الفن المعاصر آرت بازل في آسيا ومركزًا لفن الوسائط الحديثة، مع أماكن مثل مهرجان ميكرو ويف الدولي لفنون الوسائط الجديدة وفيديو تاغ. بنى سكان هونغ كونغ في المناطق الحضرية أقل من المدينة، الواحات الإبداعية مثل المجمع الفني فو تان. من الفنانين البصريين المعاصرين من هونغ كونغ نديم عباس، وإيمي تشيونغ، وتشوي يان تشي، ومينغ فاي، ولاي شيوك واش سارة، وتسانغ تسو تشوي، وهو سي تونغ، وإريك شيو.
شهدت هونغ كونغ مؤخرًا ازدهارًا في المجموعات الفنية المستقلة.

#### الفنون الجميلة الكانتونية
تستضيف هونغ كونغ أيضًا عدة أنماط من الفنون الكانتونية الجميلة، بما في ذلك الأنماط الكانتونية للرسم والبونساي. على سبيل المثال، يقع مقر يونغ سين سام في هونغ كونغ، الذي كُرم باعتباره «آخر معلم في المدرسة الكانتونية للرسم»، على الرغم من أنه لم يولد هناك. يوجد في هونغ كونغ أيضًا نادٍ نشط يدعم لينغنان بينجينغ.

### فن الجداريات
فن الجداريات أو الكتابة على الجدران (塗鴉) متوفر بكثرة في شوارع هونغ كونغ. يتراوح أسلوب فن الكتابة على الجدران في هونغ كونغ من الخط باستخدام الأحرف الصينية إلى الهجاء ضد السياسيين. فن الجاريات غير قانوني من الناحية الفنية في هونغ كونغ، ولكن يؤدي تطبيق القانون المتساهل إلى انتشار فن الكتابة على الجدران. في الوقت الحاضر، تنتشر الجداريات في كل مكان في شوارع هونغ كونغ، وخاصة في المناطق المزدحمة مثل مونغ كوك. حتى أن أعمال تسانغ تسو تشوي، أحد أبرز فناني الجداريات في هونغ كونغ، بيعت بأكثر من 50000 دولار هونغ كونغي.
في الوقت الحاضر، بدأ العديد من سكان هونغ كونغ في النظر إلى فنون الكتابة على الجدران كرمز لمدينتهم ويستضيفون أنشطة تروج لفن الجداريات.